# Oenochroma pallida
Oenochroma pallida là một loài bướm đêm trong họ Geometridae.